# 印盒

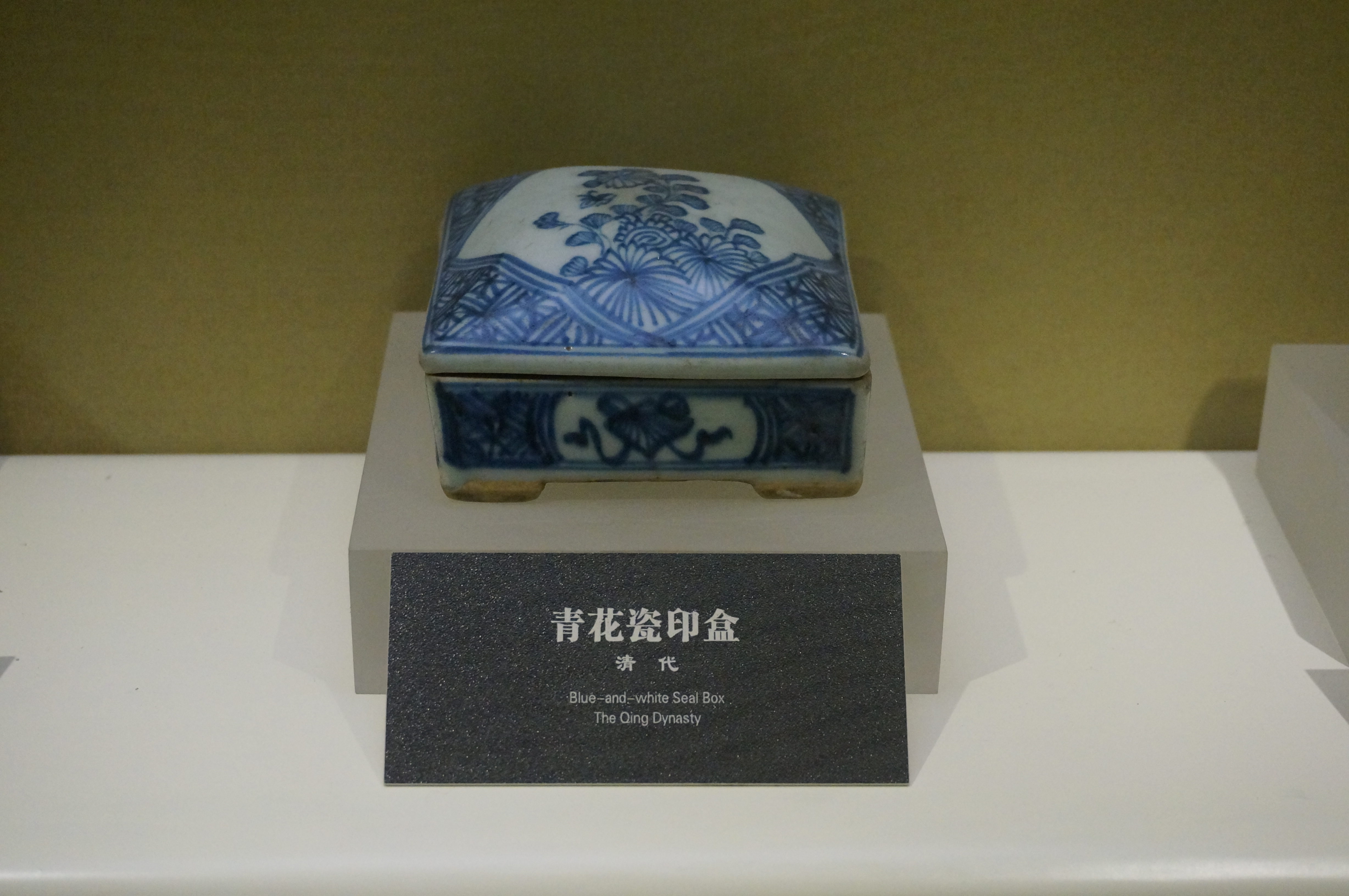
清代青花瓷印盒，余姚博物馆藏。

印盒即印泥盒，又称印奁，为古代东亚地区放在案头、用于盛放印泥的器具，多为圆形或方形，有盖以防尘土脏物污损印泥，其材料有木质、瓷质、金属和塑料等。